# Кангро, Раймо Вольдемарович
Ра́ймо Вольдема́рович Ка́нгро (эст. Raimo Kangro; 21 сентября 1949, Тарту — 4 февраля 2001, Руйла, Харьюмаа) — эстонский композитор и педагог. Заслуженный деятель искусств Эстонской ССР (1984).

## Биография
Учился композиции в Таллинской государственной консерватории (ученик Я. Ряэтса и Э. М. Тамберга). В 1977—1985 годах — консультант Союза композиторов Эстонии. С 1993 года — доцент Эстонской музыкальной академии (композиция). Его музыку отличает ритмическая энергия и яркая звукопись.

## Сочинения
- опера «Чудная история» (1974, Тарту)
- опера «Игра в оперу» (1976, детская)
- опера «Жертва» (1981, Таллин)
- рок-опера «Дева Севера» (1979, Тарту, совместно с А. Валконеном)
- опера «Сенсация» (1986, комическая)
- кантаты
- «Простая симфония» (1976, для оркестра)
- «Sinfonia sincera» (1986, для оркестра)
- концерты для скрипки с оркестром (1970, 1977)
- концерт для флейты с оркестром (1973)
- концерт для фортепиано с оркестром (1976)
- 3 концерта для 2-х фортепиано с оркестром (1978, 1988, 1992)
- 4 сонаты для фортепиано (1969-1983)
- соната для 2-х фортепиано (1982)
- «Дисплеи» — цикл пьес для различных инструментальных составов

## Награды и премии
- 1982 — Государственная премия Эстонской ССР
- 1984 — Заслуженный деятель искусств Эстонской ССР
- 1984 — премия Ленинского комсомола за произведения для музыкального театра
- 1993 — Премия Эстонской Республики в области культуры
- 2001 — Орден Белой звезды IV степени